# 우싱구

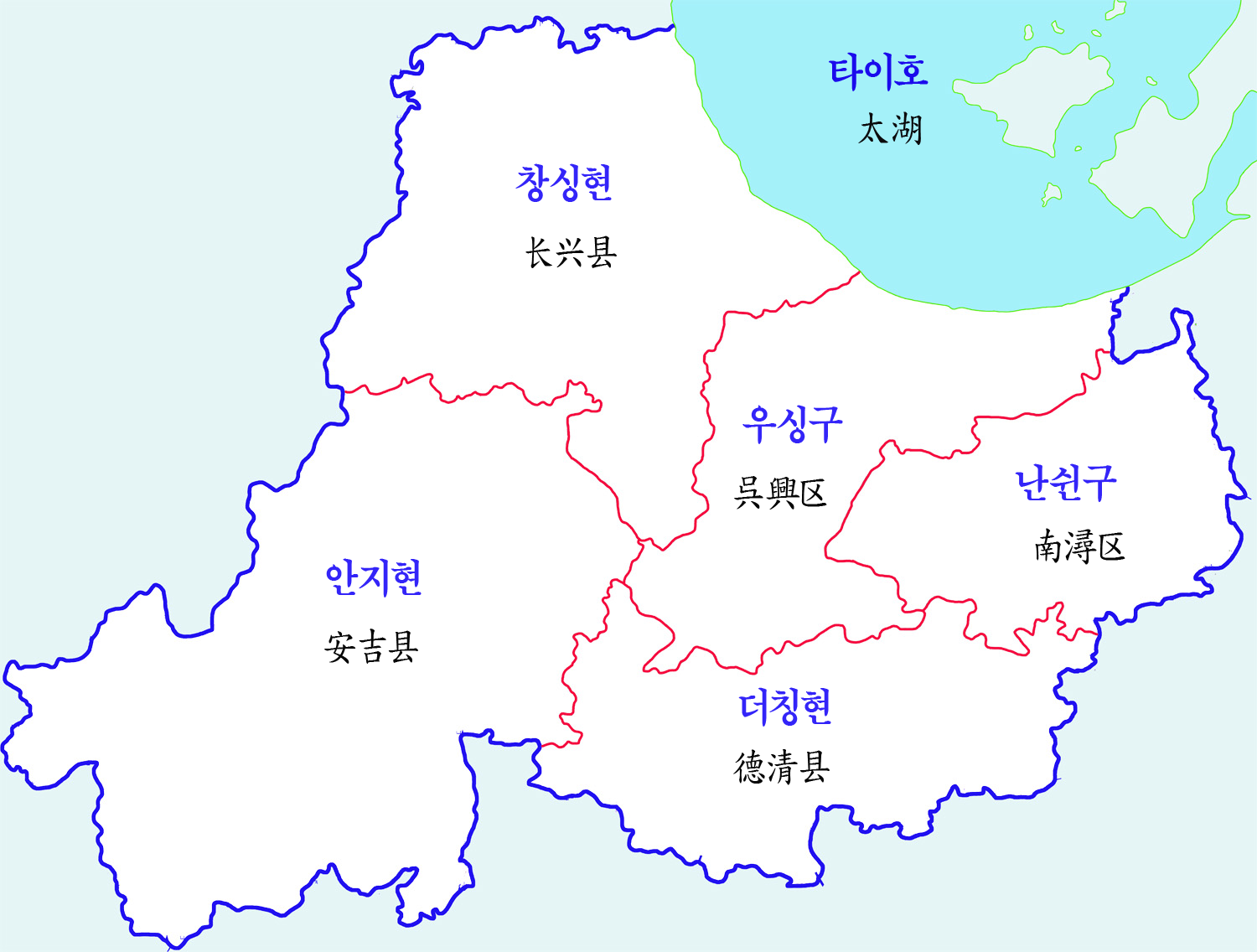
우싱구와 그 주변부

우싱구(한국어: 오흥구, 중국어: 吴兴区, 병음: Wúxīng Qū)는 중화인민공화국 저장성 후저우시의 현급 행정구역이다. 넓이는 872km2이고, 인구는 2007년 기준으로 590,000명이다.

## 행정 구역
7개 가도, 6개 진, 3개 향을 관할한다.
- 가도: 月河街道, 朝阳街道, 爱山街道, 飞英街道, 龙泉街道, 凤凰街道, 康山街道.
- 진: 织里镇, 八里店镇, 杨家埠镇, 妙西镇, 东林镇, 埭溪镇.
- 향: 道场乡, 环渚乡, 白雀乡.

## 출신 인물
- 조맹부